# Geschichte Lustenaus
Die Geschichte der Vorarlberger Marktgemeinde Lustenau ist vor allem durch die jahrhundertelange Selbständigkeit als freier Reichshof des Heiligen Römischen Reichs, durch die besondere Rolle als Grenzgemeinde zur Schweiz und durch den starken Einfluss des Rheins auf das Schicksal der Bewohner geprägt.
Lustenau war seit dem Spätmittelalter unter der Herrschaft der Grafen von Hohenems und kam erst 1830 endgültig zu Österreich. Mit der Einführung der Stickereiindustrie Ende des 19. Jahrhunderts setzte ein wirtschaftlicher Aufschwung ein, der durch die Rheinregulierung begünstigt wurde und Lustenau zur größten Marktgemeinde Österreichs werden ließ.

## Vorrömische und römische Zeit
Eine dauerhafte Besiedelung der Gegend Lustenaus während der Steinzeit wird als unwahrscheinlich angesehen. Ein Anfang des 20. Jahrhunderts im Rheinbett gefundenes neolithisches Steinbeil aus Diorit aus der Zeit um 2000 v. Chr. dürfte eher auf die Funktion Lustenaus als Übergangsstelle über den Rhein hinweisen.
Im Jahr 1813 wurden in Lustenau beim Torfgraben römische Münzen entdeckt. Dies war die erste dokumentierte Entdeckung eines römischen Münzhortes auf dem Gebiet des heutigen Vorarlbergs. Sämtliche gefundenen Münzen gelten heute als verschollen. Die Dokumentation dieses Fundes wurde wissenschaftlich nur unzureichend vorgenommen, sodass es heute beinahe unmöglich ist, die Münzen korrekt zu datieren. Höchstwahrscheinlich stammen sie aber aus der Regierungszeit des Kaisers Constantius II. Lange Zeit wurde dieser Münzfund als Beweis angesehen, dass sich eine Schlacht des Jahres 355, zwischen den Truppen Kaiser Constantius’ II. und den alemannischen Lentiensern, auf dem Gebiet Lustenaus abgespielt hätte. Allerdings ist diese These heute wissenschaftlich nicht mehr haltbar. Auch später wurden noch zahlreiche römische Münzen gefunden; auch diese Funde wurden kaum bis gar nicht dokumentiert.

## Mittelalter

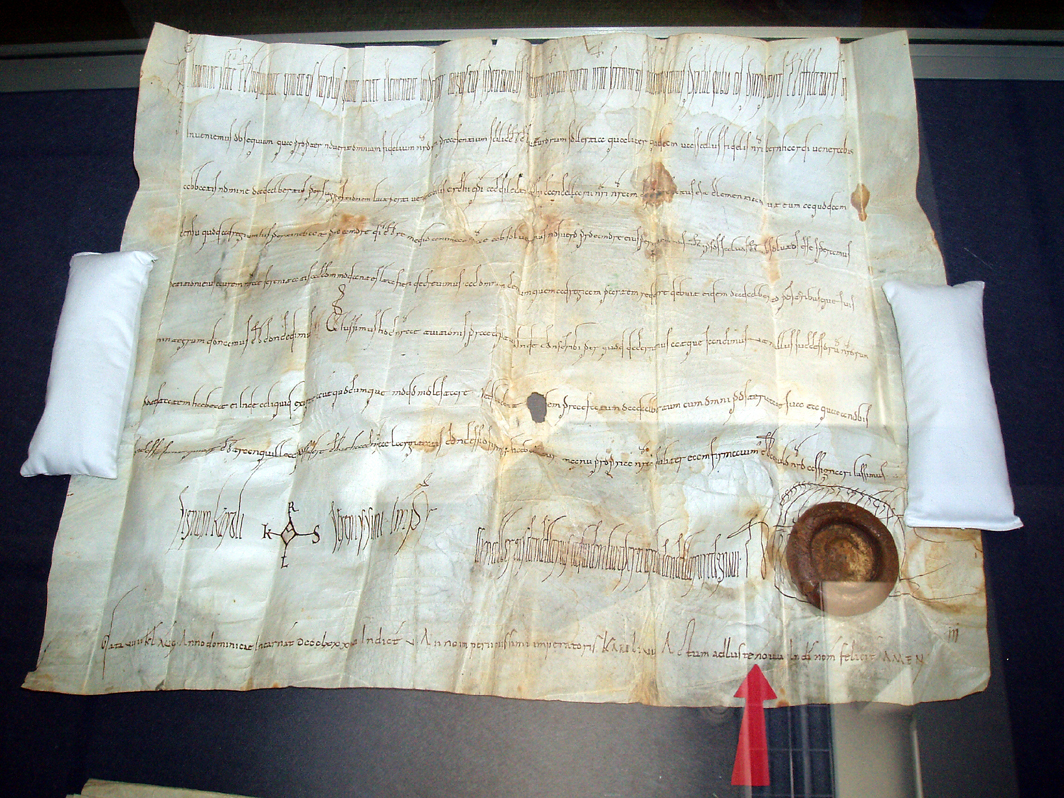
Erste urkundliche Erwähnung Lustenaus

Ein vom karolingischen Kaiser Karl III. (dem Dicken) in „Lustenoua“ am 24. Juli 887 unterzeichnetes Schriftstück stellt die älteste erhaltene urkundliche Erwähnung des Namens „Lustenau“ dar. Im Jahre 888 (nach anderen Quellen 890) schenkte Karls Nachfolger, König Arnulf von Kärnten, den Reichshof Lustenau dem Grafen des Linz- und Argengaus, Ulrich IV. aus dem Geschlecht der Udalrichinger, der in Buchhorn (dem heutigen Friedrichshafen) residierte. Dieser vererbte den Hof an seine Nachkommen, die Grafen von Bregenz.
Lustenau fiel im späteren 12. Jahrhundert wieder zurück ans Reich. Im Jahr 1323 befand sich Lustenau im Pfandbesitz der Grafen von Werdenberg.
Kaiser Ludwig IV. (der Bayer) bestätigte 1334 den Status der Lustenauer als freie Reichsleute und bestimmte, dass weder der Vogt noch der Pfandherr mehr als die üblichen Reichssteuern von den Lustenauern verlangen durfte. Damit war die Reichsunmittelbarkeit des Hofes gesichert.

## Lustenau im Besitz der Grafen von Hohenems
Am 20. April 1395 verpfändeten die Werdenberger um 5300 Pfund Heller die Feste Zwingenstein und den Hof Lustenau mit allen damit verbundenen Rechten an Ritter Ulrich II. von Ems.
Im Rahmen des Alten Zürichkriegs verwüsteten 1445 die Appenzeller das gesamte Gebiet des Reichshofs, sodass die Bevölkerung nach Lindau flüchten musste. Schon 1499 wurde Lustenau ein zweites Mal niedergebrannt, dieses Mal im Schwabenkrieg. 1522 versuchte die schweizerische Eidgenossenschaft, die Pfandschaft über Lustenau von den Emsern auszulösen und so einen Brückenkopf über den Rhein zu schlagen, was aber Marx Sittich von Ems durch seine gute Beziehung zu den Habsburgern verhindern konnte. Schließlich wandelte er am 2. März 1526 den Pfand in einen endgültigen Kauf um.
Am 6. Jänner 1593 wurde das linksrheinische Widnau-Haslach (das Gebiet der heutigen Gemeinden Widnau, Schmitter und Au) von Lustenau abgeteilt, erhielt aber aufgrund der ungleichen Flächenverteilung auch Grundbesitz auf der rechtsrheinischen Seite zugesprochen, das sogenannte Schweizer Ried. 1649 erkaufte sich die Gemeinde Widnau-Haslach um 1.200 Pfund vom Hohenemser Graf Karl Friedrich die Steuerfreiheit dieser Gebiete, wodurch die Steuerbelastung der ohnehin durch den Dreißigjährigen Krieg in Not geratenen Lustenauer Bevölkerung massiv anstieg. Der daraus erwachsene Schweizerriedstreit zwischen Lustenau und Widnau-Haslach spitze sich durch die fortschreitende Verarmung der Bauern wegen immer neuer Kriege im Laufe der Jahre weiter zu und führte zu oft gewalttätigen Auseinandersetzungen. Erst die Aufhebung der Steuerfreiheit durch Kaiser Karl VI. 1739 setzte dem Konflikt ein Ende. Die betreffenden Grundstücke im Lustenauer Gemeindegebiet sind heute noch im Besitz der Schweizer Gemeinden Widnau und Au.
Auffällig ist die verglichen mit den umliegenden Gerichten ausgesprochen geringe Anzahl von Hexenprozessen in Lustenau. In der gesamten Geschichte der Hexenverfolgung ist lediglich eine einzige Hinrichtung in Lustenau belegt. Historiker führen dies auf die Tatsache zurück, dass Hexenprozesse in die Kompetenz des auswärtigen Gerichts in Hohenems fielen. Die Lustenauer Bevölkerung vermied offenbar, dieses Gericht anzurufen und damit die eigene Souveränität zu beschneiden.
Graf Kaspar von Hohenems stellte 1617 einen Schutzbrief aus, der Juden in Hohenems die freie Religionsausübung und die Teilnahme am Handel ausdrücklich erlaubte. Die daraufhin entstandene jüdische Gemeinde in Hohenems zeigte schon bald ihre Spuren in Lustenau, das ja denselben Grundherrn hatte. So waren 1649 bereits 15 Lustenauer bei Hohenemser Juden verschuldet. In einem weiteren Schutzbrief wurde 1657 den Juden erstmals ausdrücklich die Erlaubnis zum Handel in Lustenau bestätigt. Im 18. Jahrhundert spielten Juden vor allem im Bereich des Pferde-, Vieh- und Kredithandels in Lustenau eine zunehmende Rolle, während sie vom Grundstückskauf praktisch ausgeschlossen waren. Um 1750 beläuft sich ihr Anteil an den Lustenauer Schulden bereits auf 20 %. Verstärkt wurde die jüdische Präsenz in der Gemeinde durch die Tatsache, dass 1750 im Rest Vorarlbergs und 1760 in Liechtenstein ein Handelsverbot für Juden erlassen wurde, sodass sich ihr Wirkungskreis in der Umgebung praktisch auf Hohenems und Lustenau beschränkte. Erst die spätere politische Entwicklung ab 1806 sollte die Sonderstellung Lustenaus in dieser Hinsicht beenden.

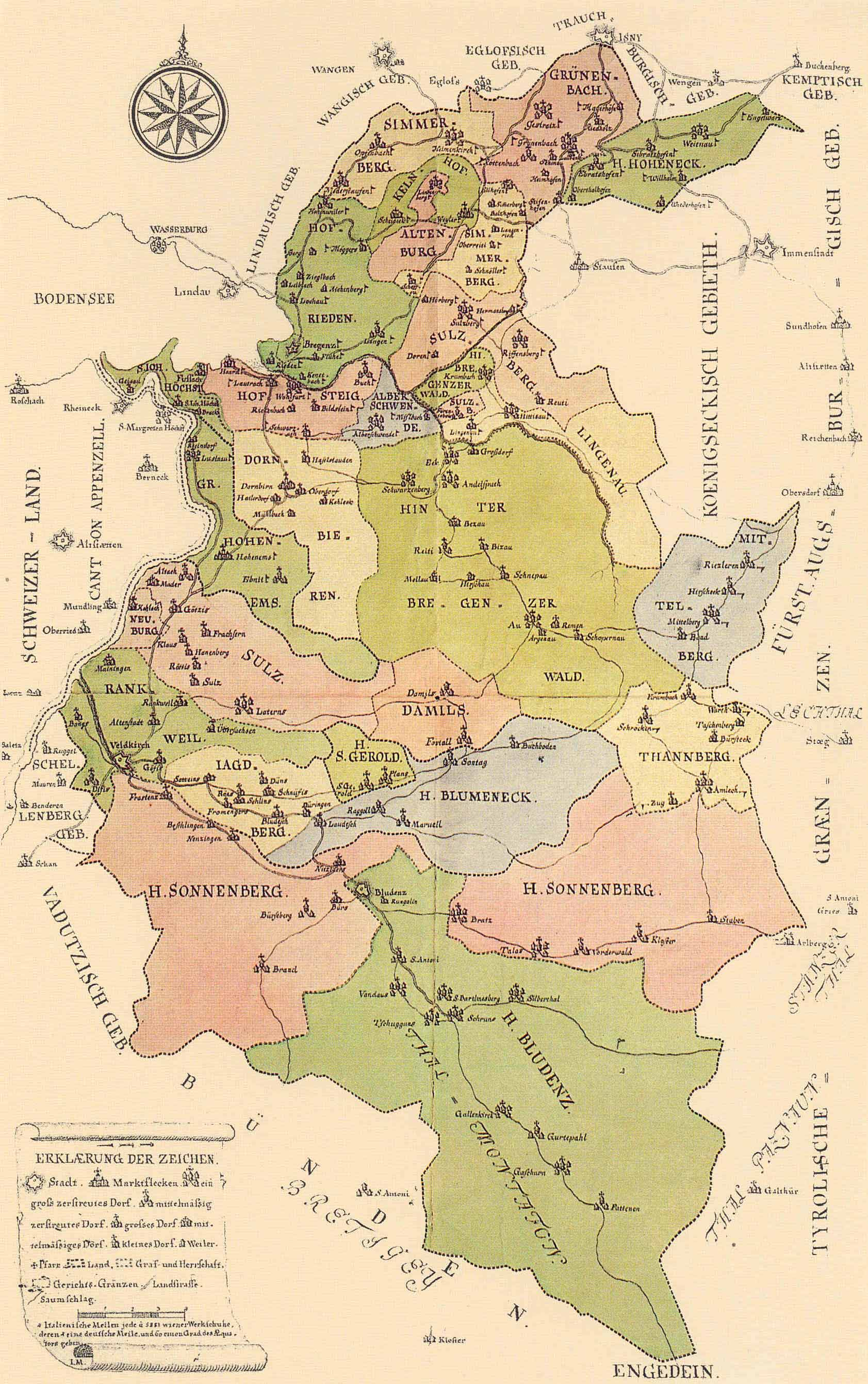
Auf der Karte des österreichischen Oberamtes Bregenz von 1783 ist Lustenau als Teil von Hohenems eingezeichnet, da die Habsburger die Eigenständigkeit Lustenaus bestritten.

Als am 6. November 1759 mit Franz Wilhelm III. die männliche Linie der Grafen von Hohenems ausstarb, fiel die Grafschaft Hohenems als erledigtes Reichslehen an das Reich zurück, während Lustenau als Allodbesitz auch in weiblicher Linie vererbt werden konnte. Maria Theresia, die Hohenems als Lehen erhalten hatte, stellte jedoch die Eigenständigkeit Lustenaus in Frage und erhob 1766 Anspruch auf den Reichshof. Die Erbin Franz Wilhelms, Maria Rebekka von Hohenems, ließ beim Reichshofrat Beschwerde gegen die Übergriffe Österreichs auf das immer noch unabhängige Lustenau einreichen. Dessen ungeachtet befahl Maria Theresia die Errichtung einer österreichischen Wappensäule in Lustenau und die Landeshuldigung durch die Lustenauer Bevölkerung, was am 8. Mai 1767 auch ausgeführt wurde. Schließlich gab Maria Rebekka dem Druck nach und stellte ihre rechtlichen Schritte ein. Lustenau fiel vorübergehend unter die Herrschaft der Habsburger.
Die Heirat der einzigen Tochter Maria Rebekkas, Maria Walburga, mit Clemens Waldburg-Zeil-Trauchburg brachte einen starken Verbündeten an ihrer Seite ins Spiel. Am 9. September 1784 erwirkte sie die Wiederaufnahme des Verfahrens am Reichshofrat, der am 24. Januar 1786 für die Eigenständigkeit Lustenaus und damit die Ungültigkeit der österreichischen Ansprüche entschied. Trotz dieses eindeutigen Urteils musste Maria Rebekka angesichts der faktischen Übermacht Österreichs einige Zugeständnisse machen, bevor am 22. März 1790 durch einen Staatsvertrag zwischen Österreich und Lustenau die Selbständigkeit des Reichshofes wiederhergestellt wurde.
Gräfin Maria Rebekka hob 1795 die Leibeigenschaft in Lustenau auf – 13 Jahre nachdem sie in Österreich abgeschafft worden war.

## Lustenau wird Teil von Österreich
Der Reichsdeputationshauptschluss von 1803 veränderte die politische Landschaft innerhalb des Heiligen Römischen Reichs vollkommen. Ein großer Teil der kleineren bisher reichsunmittelbaren Territorien war durch Säkularisation oder Mediatisierung einem benachbarten großen Fürstentum zugeschlagen worden, und die Überlebensfähigkeit eines souveränen, unabhängigen Lustenau schien zunehmend gefährdet. Am 3. März 1803 bat die Gemeinde in einer Denkschrift an Kaiser Franz II. darum, unter österreichischen Schutz gestellt zu werden, was aber vorläufig nicht geschah.
Lustenau war somit weiterhin – als letzter Ort im heutigen Vorarlberg – nicht unter habsburgischer Herrschaft. Als im Pressburger Frieden 1805 die Habsburger Tirol und Vorarlberg an Bayern abtreten mussten, war Lustenau folglich nicht betroffen. Nachdem Franz II. am 6. August 1806 die Kaiserkrone niederlegte und damit das Ende des Heiligen Römischen Reiches besiegelte, wurde Lustenau ein vollkommen selbständiger Staat unter der Herrschaft der Gräfin Maria Walburga Waldburg-Zeil-Lustenau-Hohenems.
Bereits am 1. September 1806 fand die königlich bayerische Besitznahme der Hoheitsrechte in Lustenau statt, die Souveränität war damit nach 26 Tagen schon wieder zu Ende.
Die Gemeinde wurde dem Landgericht Dornbirn zugeschlagen, die niedere Gerichtsbarkeit (Patrimonialgericht) blieb bei Gräfin Maria Walburga. Diese verkaufte 1813 all ihre Rechte im Bezug auf Lustenau an ihren Gatten Graf Clemens Waldburg-Zeil-Lustenau-Hohenems.
Als Vorarlberg 1814 an Österreich zurückfiel, entwickelte sich um die Frage der Zugehörigkeit Lustenaus zu Vorarlberg ein Konflikt zwischen Bayern und Österreich. Als die Lustenauer Gemeindevorstehung erneut – wie bereits 1803 – um Aufnahme in den Staat Österreich bat, besetzte österreichisches Militär den Ort. Die Patrimonialgerichtsbarkeit jedoch verblieb bei Graf Clemens Waldburg-Zeil. Erst sein Erbe Maximilian bot 1827 den Verzicht an. Mit der feierlichen Übergabe der Gerichtsakten am 22. März 1830 wurde Lustenau endgültig österreichisch.

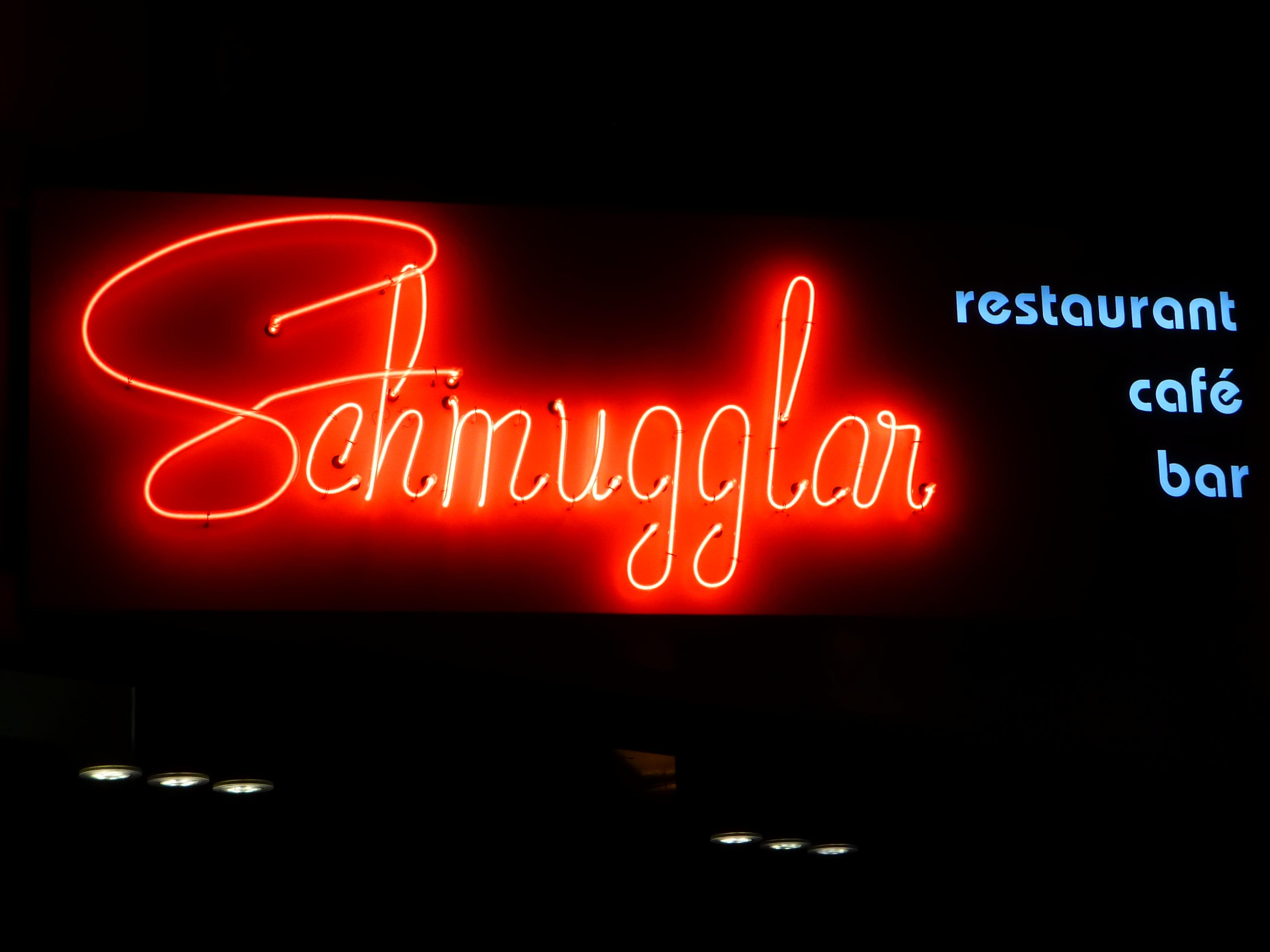
Der Name des Restaurants „Schmugglar“ erinnerte an die lebhafte Schmuggeltätigkeit durch die Lustenauer im 19. und 20. Jahrhundert.

Bereits während der bayerischen Zeit, aber besonders seit der Zugehörigkeit zu Österreich entwickelte sich wegen der Nähe zur Schweiz eine lebhafte Schmuggeltätigkeit, die von mehreren Lustenauern mit dem Leben bezahlt wurde. Der Ruf, ein Volk von Schmugglern zu sein, haftet bis heute den Lustenauern an, wird aber zwischenzeitlich humorvoll als Teil der Folklore behandelt.

## Wirtschaftlicher Aufstieg bis zum Ersten Weltkrieg

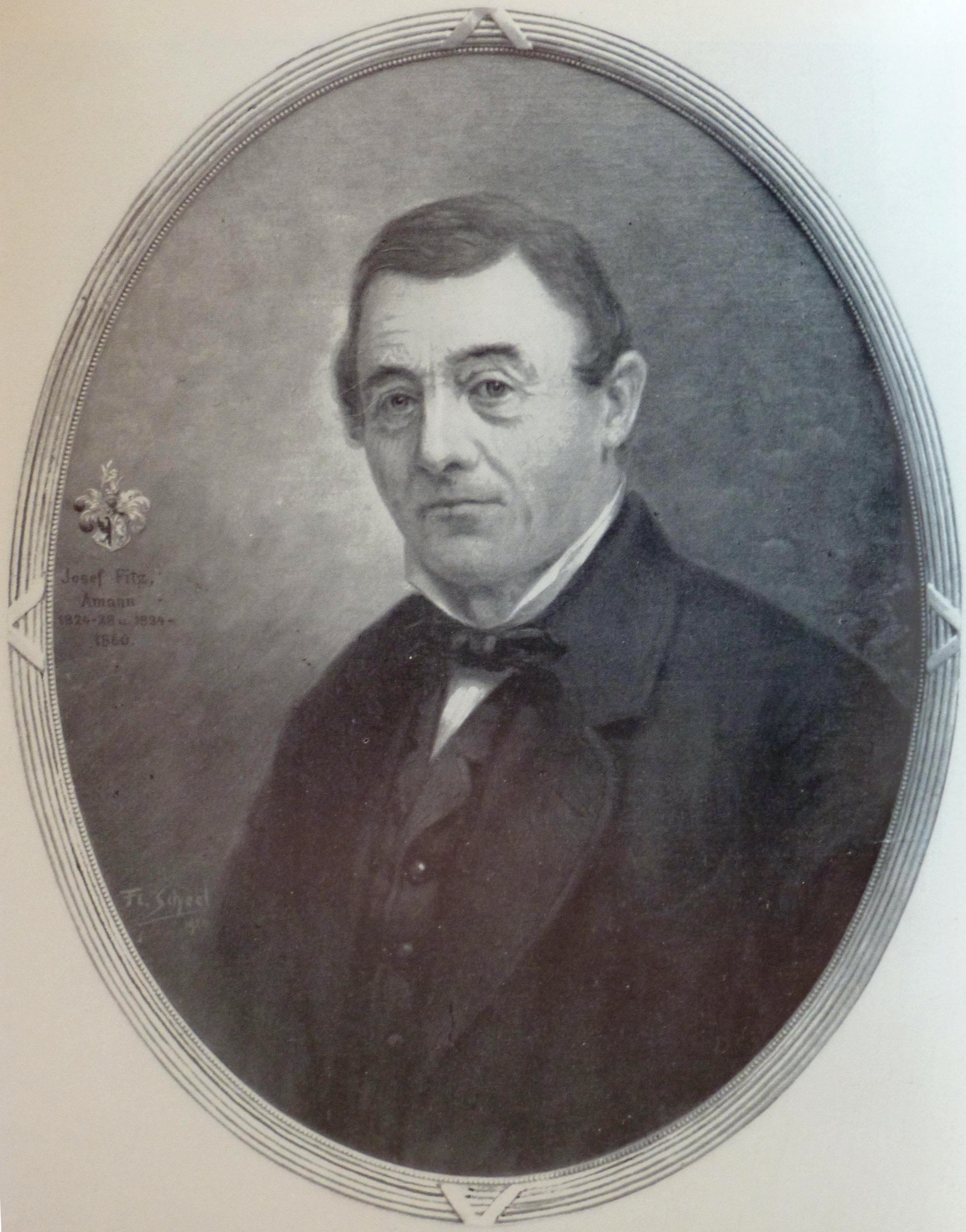
In die Amtszeit des Gemeindevorstehers Josef Fitz fallen die Neuaufteilung der Gemeindegründe und die Entwässerung des Riedes

Im Dezember 1806 waren auf Initiative der ärmeren Bevölkerungsschichten die Gemeindegründe (Allmende) auf die Einwohner von Lustenau aufgeteilt worden, die einzelnen Teile waren aber unteilbar und unveräußerlich und konnten jeweils nur auf den jüngsten Sohn weitervererbt werden. Diese Regelungen brachten ein beachtliches Konfliktpotential in die Familien und eine wachsende Unzufriedenheit in die Gemeinde, sodass nach Jahren des Streits und der Verhandlungen schließlich am 17. Februar 1837 eine neue Aufteilung in Kraft gesetzt wurde. Dieses Mal wurde nach Köpfen statt nach Familien aufgeteilt, und die Teile gingen vollständig in das freie Eigentum der Empfänger über, konnten also beliebig geteilt, verpfändet, verkauft und vererbt werden.
Nach jahrzehntelangen Planungen wurde in den Jahren 1843 bis 1848 unter der Leitung von Kreisingenieur Martin Kink ein umfangreiches Netzwerk von Entwässerungskanälen errichtet, das die landwirtschaftliche Nutzbarkeit großer Teile Lustenaus – auch und vor allem der eben neu aufgeteilten ehemaligen Gemeindegründe – wesentlich verbesserte. Gemeinsam mit der Regulierung einiger Bäche im Gemeindegebiet und der Umgebung und der stetigen Verbesserung der Hochwasserdämme am Rhein markiert dies den Beginn des wirtschaftlichen Aufschwungs in der Gemeinde, die zu dieser Zeit noch zu den ärmsten Vorarlbergs gehörte.
Aus der im Jahre 1848 aufgekeimten Opposition gegen den von 1824 bis 1828 und von 1834 bis 1860 amtierenden Gemeindevorsteher Josef Fitz und der daraus resultierenden Spaltung in eine „Alte Partei“ (seiner Anhänger) und eine „Neue Partei“ (seiner Gegner) entstanden in Lustenau zwei politische Lager, die jedoch anfangs noch nicht ideologisch zuordenbar waren. Erst nach der Umwandlung Österreichs in eine konstitutionelle Monarchie 1861 entwickelte sich nach und nach ein Zweiparteiensystem aus Liberalen und Konservativen, das für Jahrzehnte vorherrschend bleiben sollte.
Die erste Brücke über den Rhein wurde im Jahre 1867 zwischen der Ortschaft Rheindorf und der Schweizer Gemeinde Au eröffnet. 1872 folgte die Eisenbahnbrücke und 1875 die zweite Straßenbrücke.
Die Brüder Johann und Josef Hofer stellten 1869 die ersten Plattstich-Handstickmaschinen in Vorarlberg auf. Damit war der Startschuss für die über 100 Jahre dauernde Dominanz der Stickereiindustrie in Lustenau gefallen. Zehn Jahre später standen 322 solcher Maschinen in der Gemeinde, 1885 bereits etwa 700. Mit einer Vorreiterrolle bei der Umstellung auf die moderneren Schifflistickmaschinen konnten die Lustenauer ihre Vormachtstellung ausbauen: 1908 stand ein Drittel dieser Maschinen Vorarlbergs in Lustenau. Verbreitete illegale Kinderarbeit auch in den größeren Unternehmen und ein Hang zur Selbstausbeutung mit regelmäßig über 12 Arbeitsstunden pro Tag vor allem in den kleinen Familienbetrieben waren die Schattenseiten dieser wirtschaftlichen Umwälzungen.

Hochwasser beim Gasthaus Engel in Lustenau, 1890

Immer wieder wurde der wirtschaftliche Aufschwung im gesamten Vorarlberger Rheintal durch den Hochwasser führenden Rhein zurückgeworfen, zuletzt mit drei verheerenden Hochwasserkatastrophen in den Jahren 1888 und 1890. Der 1892 abgeschlossene Staatsvertrag zwischen Österreich und der Schweiz über die Rheinregulierung und der in dessen Erfüllung im Jahre 1900 fertiggestellte Fußacher Durchstich waren damit ein wesentlicher Faktor für die Stabilisierung des aufkeimenden Wohlstandes.
Am 13. Juni 1902, zu einem Zeitpunkt, als Lustenau nach Dornbirn und Bregenz die drittgrößte Gemeinde Vorarlbergs war, erhob Kaiser Franz Joseph den Ort zur Marktgemeinde.
Das politische Leben in Lustenau war zu dieser Zeit von einer Polarisierung zwischen dem liberal-großdeutschen Verein der alten Parteien und dem konservativ-klerikalen Konstitutionell katholischen politischen Kasino geprägt, wobei erstere aufgrund des geltenden Kurienwahlrechts über weite Strecken den Gemeindevorstand stellten. Die Sozialdemokraten konnten dagegen nie richtig Fuß fassen. Bei einer Gemeindevertretungswahl 1902 erhielten sie keine einzige Stimme, und mehrere sozialdemokratische Versammlungen, die in Lustenau stattfinden hätten sollen, mussten in die Schweiz verlegt werden, weil sich kein Gasthaus fand, das die Benützung eines Raumes dafür erlaubt hätte.
1902 wurde die Elektrische Bahn Dornbirn–Lustenau in Betrieb genommen, 1903 die erste Buslinie eröffnet. Seit 1905 ist Lustenau elektrifiziert. Aufgrund des Baubooms wurden 1908 Straßennamen eingeführt. Die Eröffnung des Vorarlberger Rheintalbinnenkanals am 27. April 1910 setzte einen weiteren Meilenstein im Hochwasserschutz.
Der Ausbruch des Ersten Weltkriegs 1914 setzte dem Aufschwung ein jähes Ende. Die Inlandsnachfrage nach dem Luxusgut „Stickerei“ brach schlagartig zusammen, und Exporte waren größtenteils durch Handelsbeschränkungen und die britische Seeblockade nicht mehr möglich, dazu kam ein immer gravierender werdender Rohstoffmangel. Bereits sechs Wochen nach Kriegsbeginn waren 1720 Lustenauer arbeitslos, davon 1618 in der Stickereibranche.
236 Soldaten aus Lustenau fielen im Ersten Weltkrieg.

## Erste Republik und Ständestaat

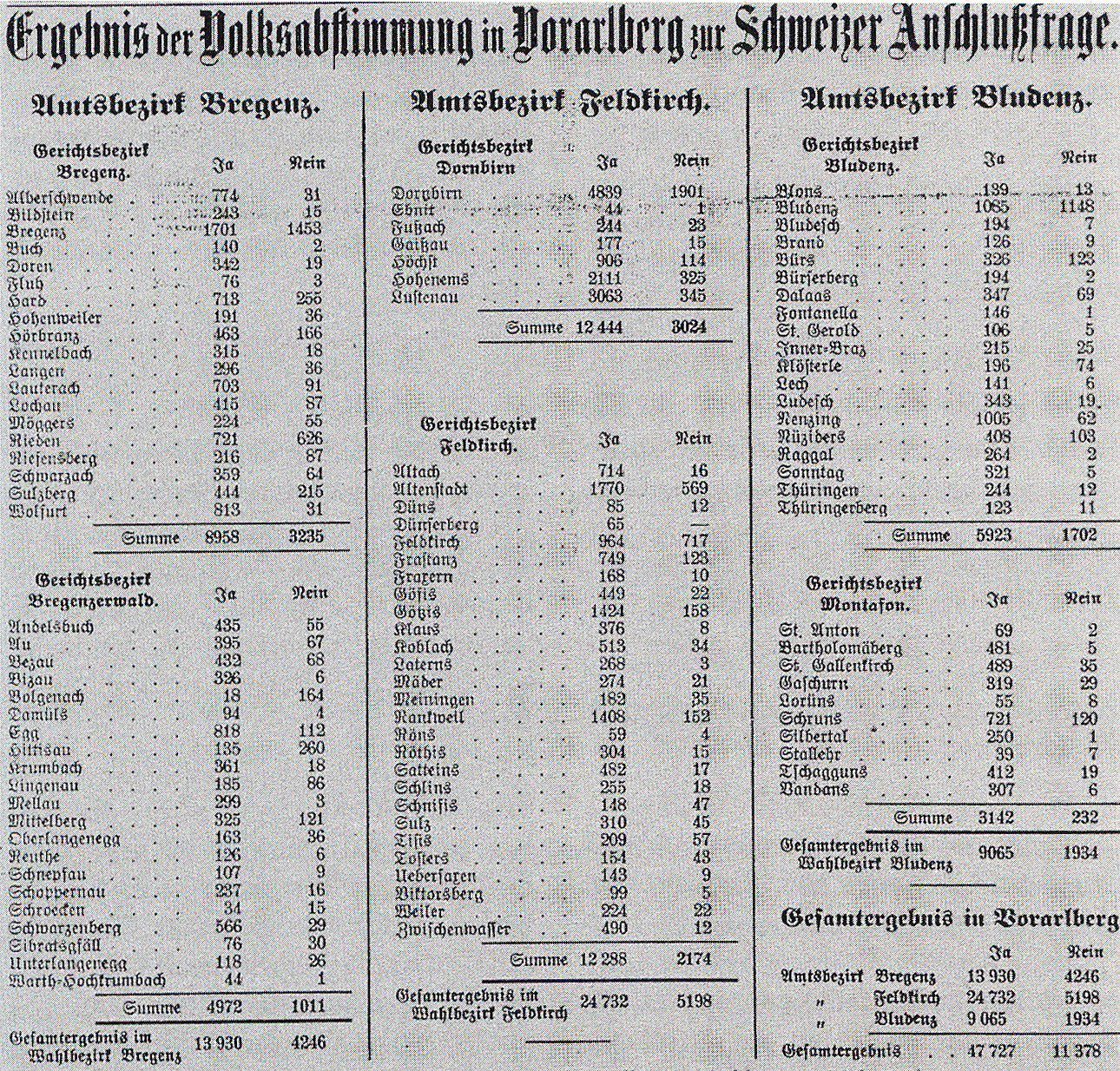
Ergebnis der Volksabstimmung über den Anschluss Vorarlbergs an die Schweiz

Nach dem Zerfall der österreichischen Monarchie wurde in ganz Vorarlberg rasch der Ruf nach einem Anschluss des Landes an die Schweiz laut. Der Lustenauer Lehrer Ferdinand Riedmann konnte sich an die Spitze dieser Bewegung setzen, und bei der Volksabstimmung am 11. Mai 1919 lag die Zustimmung zum Anschluss in Lustenau mit 89,9 % noch deutlich höher als im Landesdurchschnitt mit 80,7 %. Als sich dann kurz danach trotz allem das Scheitern der Initiative an der politischen Realität abzeichnete, erlahmte deren Unterstützung in Lustenau allerdings ebenso schnell wie im Rest Vorarlbergs.
Das allgemeine und gleiche Wahlrecht, das 1919 das Kurienwahlrecht ablöste, beendete vorläufig auch die Vormachtstellung des liberal-großdeutschen Lagers in Lustenau. Bei allen Wahlen in der Zwischenkriegszeit konnte die Christlichsoziale Partei am meisten Stimmen erreichen. Als diese 1929 knapp die absolute Mehrheit verlor, wählte eine Koalition aus Großdeutschen und Sozialdemokraten den liberal-großdeutschen Karl Bösch zum Bürgermeister.
Am 2. Jänner 1931 wurde in Lustenau eine Ortsgruppe der NSDAP Österreichs („Hitlerbewegung“) gegründet, die sich in der Anfangszeit zu einem großen Teil aus den Mitgliedern des liberal-großdeutschen Turnverein 1880 rekrutierte. Dessen Vereinsheim, die Jahn-Turnhalle, wurde daher auch zum Hauptveranstaltungsort für die in der Folgezeit zahlreich abgehaltenen Vorträge und Kundgebungen. Ab Herbst 1931 fanden mehrere kommunistische Versammlungen statt, auch unter Teilnahme von russischen Kommunisten. Im Frühjahr 1932 gründete sich daraufhin eine Ortsgruppe der KPÖ. Wie in ganz Österreich konnten die Nationalsozialisten den wesentlich größeren Zuspruch als die Kommunisten erreichen. Bei den Landtagswahlen vom 6. November 1932 – den letzten demokratischen Wahlen vor dem Zweiten Weltkrieg – erreichte die KPÖ 4,3 % der Stimmen in Lustenau. Auf die NSDAP entfielen 14,4 % der Stimmen. Die einsetzende Krise der Textilindustrie bescherte den Nationalsozialisten in den nächsten Monaten noch einen weitergehenden Aufschwung.
Nach dem österreichweiten Verbot der KPÖ und der NSDAP im Mai bzw. Juni 1933 waren deren Anhänger in die Illegalität gedrängt. Die Kommunisten, die mit 14 Mitgliedern (1937) in Lustenau für Vorarlberger Verhältnisse eine Hochburg unterhielten, wurden mit äußerster Härte verfolgt und wegen geringster Vergehen – wie zum Beispiel wegen Ansäens von Gartenkresse in Form eines Sowjetsternes – zu Haftstrafen verurteilt. Während sich der kommunistische Widerstand gegen den Austrofaschismus auf reine „Gegenpropaganda“ beschränkte, griffen die Nationalsozialisten zum Terror: ab Dezember 1933 richtete sich eine Serie von Sprengstoffanschlägen gegen Funktionäre und Anhänger der Christlichsozialen. Lustenau entwickelte sich neben Dornbirn zum Brennpunkt der illegalen nationalsozialistischen Aktivitäten, und die Jahn-Turnhalle wurde mehrfach polizeilich geräumt und behördlich gesperrt. Durch seine Mitgliedschaft in der Großdeutschen Volkspartei, die offen mit den Nationalsozialisten sympathisierte, kam Bürgermeister Karl Bösch zunehmend unter Druck und trat zum 15. Februar 1934 zurück. Die Gemeindevertretung wurde aufgelöst, und der als Regierungskommissär bestellte Josef Peintner wurde zum alleiniger Vertreter der Gemeinde ernannt. Nach der Ermordung des österreichischen Bundeskanzlers Engelbert Dollfuß wurde das Vorgehen gegen die Nationalsozialisten in ganz Österreich weiter verstärkt, und auch in Lustenau wurden die Strukturen der NSDAP weitgehend zerschlagen.
Die anhaltende Wirtschaftskrise trieb in den 1930er Jahren immer mehr Lustenauer in den Versicherungsbetrug. Nach einer auffälligen Häufung von Bränden in gut versicherten, alten, baufälligen Wohnhäusern setzte die Landesfeuerversicherungsanstalt eine Belohnung für die Ermittlung vorsätzlicher Brandstifter aus.

## Nationalsozialismus und Zweiter Weltkrieg
Am 12. März 1938 erhielt Lustenau einen kommissarisch eingesetzten NS-Bürgermeister. Mit mehreren Großkundgebungen versuchte die NSDAP Stimmung für die kommende Abstimmung über den „Anschluss“ an das Deutsche Reich zu machen. Am 10. April 1938 votierten 98,9 % der Lustenauer Wahlberechtigten für den Anschluss an das Deutsche Reich. Damit lag Lustenau über dem Landesdurchschnitt Vorarlbergs von 98,1 %, aber unter dem Bundesdurchschnitt von 99,7 %.
Unmittelbar nach dem Anschluss wurde Lustenau bei öffentlichen Investitionen – beispielsweise bei Entwässerungsprojekten – und staatlichen Zuschüssen stark bevorzugt. Ähnlich wie in anderen Gemeinden wurde im Herbst 1940 eine Siedlung mit 101 Wohnungen für Südtiroler Optanten gebaut, die allerdings überwiegend von anderen Personen genutzt wurden, da Einwanderer aus Südtirol in Lustenau keine Arbeitsplätze finden konnten. Eine Reihe von weiteren großen Bauprojekten mussten wegen des Zweiten Weltkrieges unvollendet abgebrochen werden, wie der Neubau des Lustenauer Bahnhofs als „Hauptausgangstor des Deutschen Reiches zur Schweiz“ oder der Ausbau der „Mittelstraße“ durch das Ortszentrum, oder blieben überhaupt im Planungsstadium stecken, wie der Neubau des Rathauses oder der Zentralfriedhof.
Die Stickereiindustrie kam durch die politische Isolation Deutschlands praktisch vollständig zum Erliegen. Verschlimmert wurde die prekäre wirtschaftliche Lage der Gemeinde noch dadurch, dass Wild Heerbrugg ihren Zweigbetrieb in Lustenau im Herbst 1938 schloss und damit auf einen Schlag etwa 170 Arbeitsplätze verloren gingen. Das Münchner Unternehmen C. A. Steinheil & Söhne übernahm jedoch das Personal und richtete eine Niederlassung in Lustenau ein, die zwischen 1939 und 1945 hauptsächlich Rüstungsaufträge erledigte.
Ab dem Jahr 1942 wurden in Lustenau auch Zwangsarbeiter eingesetzt, die meisten davon bei C. A. Steinheil & Söhne, aber auch in der Landwirtschaft und in einheimischen Kleinbetrieben.

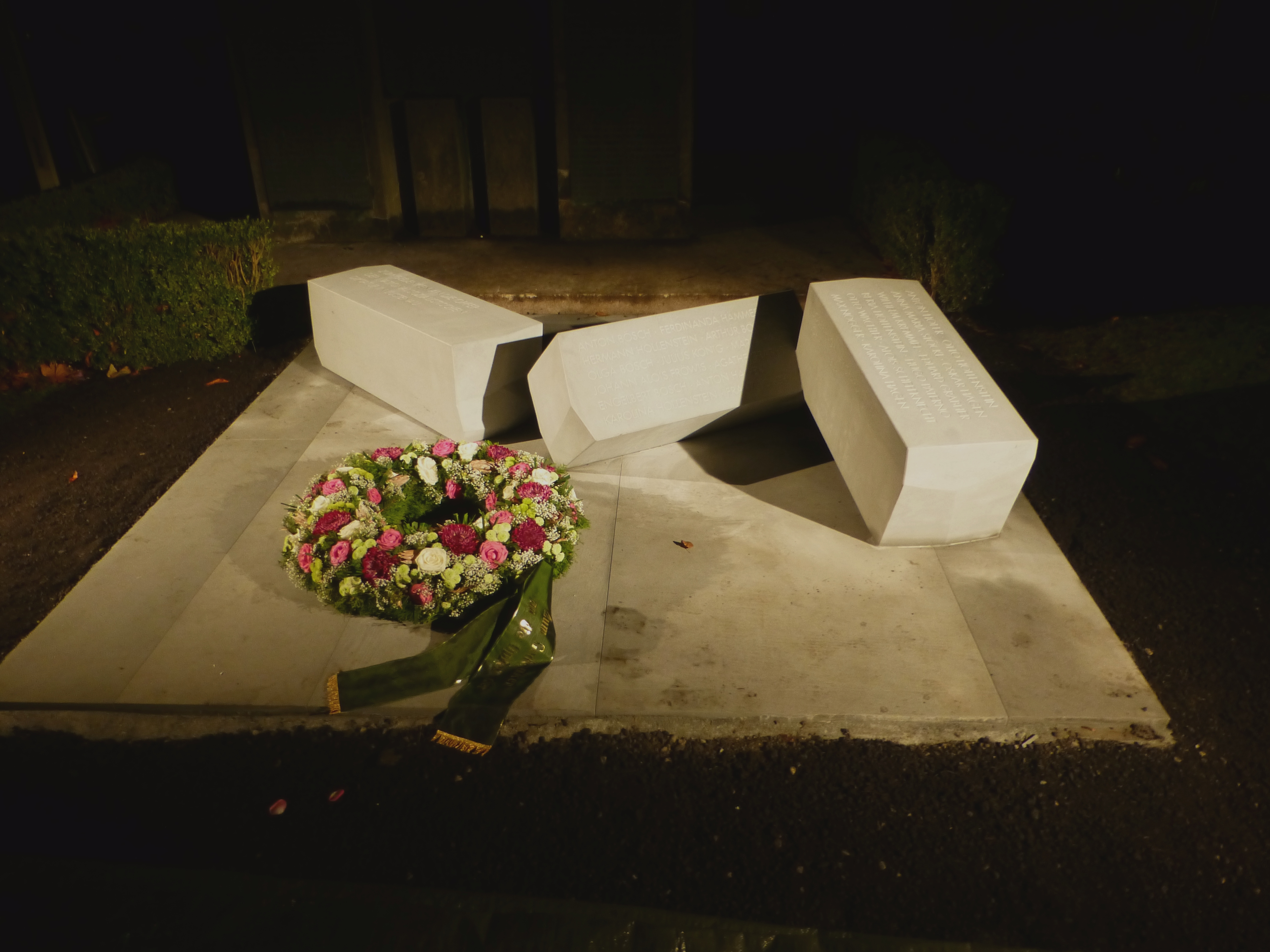
Gedenkstätte für die Opfer der nationalsozialistischen Diktatur in Lustenau

Ein organisierter Widerstand gegen den Nationalsozialismus ist in Lustenau nicht nachweisbar. Es ist aber eine Vielzahl von Fällen der individuellen Opposition belegt, die mit Verhaftungen, mit der Einlieferung in ein Konzentrationslager oder gar mit der Todesstrafe geahndet wurden. Die Akteure dieses individuellen Widerstandes waren sowohl Vertreter der katholischen Kirche und Exponenten des ehemaligen Ständestaates als auch sozialdemokratische und kommunistische Arbeiter. Einen jüdischen Bevölkerungsteil gab es in Lustenau nicht, da sich das jüdische Leben in Vorarlberg auf Hohenems und die Städte konzentrierte.
Am 1. Mai 1945 schoss ein französischer Tiefflieger ein Haus in Brand, dies war die einzige nennenswerte Kriegszerstörung überhaupt in Lustenau. Bürgermeister Oskar Alge ließ daraufhin in der Gemeinde weiße Fahnen hissen. Die Kreisleitung in Dornbirn setzte den Bürgermeister sofort ab, befahl die Einholung der Fahnen und drohte, alle beflaggten Häuser durch die SS mit Panzerfäusten in Brand schießen zu lassen. Am 2. Mai 1945 schließlich rückten französische Truppen nach Lustenau ein und wurden widerstandslos, nach Schilderungen von französischen Soldaten sogar warmherzig, empfangen.
439 Lustenauer fielen im Zweiten Weltkrieg, die meisten in den Jahren 1944 und 1945. Drei Lustenauerinnen starben bei Bombenangriffen außerhalb Lustenaus, und 32 Lustenauer starben nach Ende des Krieges in Kriegsgefangenschaft oder an den Folgen von Verwundungen.

## Lustenau in der Zweiten Republik
In Lustenau waren in den ersten Monaten der Besatzungszeit bis zu 600 französische Soldaten stationiert, die meisten davon waren in den Schulgebäuden untergebracht. Zeitzeugen beschreiben das Verhältnis der Bevölkerung zu den hauptsächlich aus Marokko stammenden Besatzern größtenteils positiv. Auch sexuelle Beziehungen zwischen einheimischen Frauen und marokkanischen Soldaten kamen vor, und im Frühjahr 1946 verzeichnete ganz Vorarlberg überdurchschnittlich viele außereheliche Geburten. Andererseits beklagten die Bewohner Lustenaus auch immer wieder Diebstähle oder Vandalismus durch die Besatzungssoldaten, was in Anbetracht der sowieso knappen Versorgungslage für besonderen Unmut sorgte: in Lustenau waren in den ersten Wochen nach Kriegsende nicht nur die Einwohner und die Besatzer zu versorgen, sondern auch noch 1500 ausländische Zwangsarbeiter, Kriegsgefangene und Flüchtlinge. Der größte Teil der Besatzungstruppen dürfte Lustenau in den Jahren 1947 bis 1949 bereits wieder verlassen haben.
Zum Zwecke der Entnazifizierung bildete eine Gruppe von Lustenauern mit einem auffällig hohen Anteil an Sozialdemokraten ein „Freiheitskomitee“, das später in der vorarlbergweiten „Österreichischen Demokratischen Widerstandsbewegung, Land Vorarlberg“ aufging. Wie auch im Rest Vorarlbergs erfuhren besonders Industrielle bei der Beurteilung ihrer Rolle im Dritten Reich relativ große Nachsicht – alles andere hätte die Schließung von einer Vielzahl von Betrieben und einen sprunghaften Anstieg der Arbeitslosigkeit bedeutet.
Politisch schlossen die Verhältnisse nahtlos an die Zeit vor dem Anschluss an Deutschland an. Besonders bei der ÖVP und dem WdU (später FPÖ), aber auch bei der SPÖ waren die führenden Köpfe durchwegs bereits aus den jeweiligen Vorgängerorganisationen der Zwischenkriegszeit bekannt. Auch die Stimmenverteilung bei den ersten Wahlen glich durchaus den Ergebnissen der Ersten Republik. Komplett verändert war jedoch das Gesprächsklima zwischen den Parteien. Bürgermeister Josef Bösch erwies sich als ein Mann des Ausgleichs und des Konsenses. Wenige Jahre nach Kriegsende florierte auch die Stickerei wieder – nach wie vor das wichtigste Standbein der Lustenauer Wirtschaft – und die Gemeinde konnte sich einige wichtige Investitionen leisten, darunter eine Hauptschule, ein neues Rathaus und das Reichshofstadion.
Zu einem Generationenwechsel in der Gemeindepolitik kam es erst im Zuge der Gemeinderatswahlen 1960, als ein Konflikt zwischen dem inzwischen 71-jährigen Josef Bösch und dem um 30 Jahre jüngeren Ulrich Fitz die ÖVP tief spaltete und Robert Bösch als lachender Dritter die FPÖ bis auf 114 Stimmen an die ÖVP heranführen konnte. Mit Unterstützung der SPÖ wurde der erst 38-jährige Robert Bösch am 23. April 1960 zum Bürgermeister gewählt. Er behielt dieses Amt 22 Jahre lang. Während der Sechziger- und Siebzigerjahre veränderte die Gemeinde Lustenau ihr Gesicht maßgeblich: die boomende Stickereiindustrie – 1970 waren zwei Drittel der Vorarlberger Stickereiexporteure in Lustenau ansässig – brachte der Bevölkerung Wohlstand und der öffentlichen Hand beachtliche Investitionsmöglichkeiten. In die Amtszeit des Bürgermeisters Robert Bösch fiel unter anderem der Bau von drei Volksschulen, einer Hauptschule, einer Handelsakademie, drei Kindergärten, einem Altersheim und einem Sport- und Erholungszentrum mit Parkbad, Eishalle und Tennisplätzen. Auch die Eröffnung eines autonom verwalteten Jugendhauses in Lustenau geht auf seine Initiative zurück. Andere Projekte, wie die Schaffung eines attraktiven Ortszentrums oder der Bau der Bodensee Schnellstraße, scheiterten an politischen Widerständen.
1982 stand die österreichische Stickereiindustrie auf ihrem Höhepunkt, alleine die Exporte nach Nigeria erreichten einen Wert von drei Milliarden Schilling. Innerhalb eines Jahres halbierte sich dieser Wert. Für Lustenau wurde damit eine Neuausrichtung der Wirtschaftspolitik notwendig, die durch gezielte Ansiedlung von Technologie-Unternehmen in zwei neu geschaffenen Industriegebieten vollzogen wurde.
Die beiden weiteren auf Robert Bösch folgenden FPÖ-Bürgermeister in Lustenau, Dieter Alge und Hans-Dieter Grabher, waren wie bereits ihr Vorgänger klar dem liberalen Lager der Partei zuzuordnen. Besonders nach dem Aufstieg Jörg Haiders kam es zunehmend zur Distanzierung der Lustenauer FPÖ von der Linie der Bundespartei. Dieter Alge konnte mit dem Bau des Reichshofsaales einen wichtigen positiven Akzent für die Entwicklung der Lustenauer Kultur- und Vereinslandschaft setzen. Der anfangs sehr populäre Hans-Dieter Grabher verlor durch die Umsetzung höchst umstrittener Entscheidungen wie der Schließung des Entbindungsheimes oder der Neugestaltung des Kirchplatzes zunehmend den Rückhalt in der Bevölkerung.
Bei den Bürgermeisterwahlen 2010 schließlich gewann mit Kurt Fischer erstmals nach 50 Jahren wieder ein Kandidat der ÖVP im ersten Wahlgang das Bürgermeisteramt. In der zeitgleich abgehaltenen Gemeindevertretungswahl schaffte die ÖVP einen Erdrutschsieg und gewann die absolute Mehrheit. Bei der Bürgermeister-Direktwahl 2015 konnte er seinen Vorsprung gar auf eine Zweidrittelmehrheit ausbauen.
Als im September 2015 bekannt wurde, dass die Gemeindeverwaltung Verhandlungen mit dem schwedischen Möbelkonzern IKEA über den Bau einer Filiale im Süden Lustenaus aufgenommen hatte, entwickelte sich eine lange und sehr kontrovers geführte Diskussion, in der einerseits das erwartete Kommunalsteueraufkommen und andererseits die negativen Auswirkungen auf die Verkehrssituation im Zentrum standen. Nachdem im November 2016 die Gemeindevertretung dem inzwischen ausgearbeiteten Kaufvertrag zustimmte, formierte sich eine Bürgerinitiative, deren Verlangen nach einer Volksabstimmung schließlich von allen Parteien der Gemeindevertretung unterstützt wurde. Als sich IKEA im April 2018, noch vor dem Termin der Volksabstimmung, aus dem Projekt zurückzog, bedurfte es einer Änderung des betreffenden Landesgesetzes, damit die bereits verlautbarte Abstimmung wieder abgesagt werden konnte.